# Ploiești Shopping City
Ploiești Shopping City este un centru comercial din orașul Ploiești.
Construcția a început în luna decembrie a anului 2011, iar mall-ul s-a deschis în noiembrie, 2012, proiectul costând aproximativ 65 de milioane de euro.
Cu o suprafață de peste 55.000 metri pătrați, Ploiești Shopping City este cea mai mare zona comercială din Sudul României, în afară de București .
Ploiești Shopping City a adus diverși investitori, printre care Zara, H&M, Benvenuti, Carrefour, Altex, Flanco, Intersport, Sephora, Pull & Bear, Bershka și Lee Cooper.